# Cáo Blanford
Cáo Blanford hay cáo Afgan (Vulpes cana), là một loài cáo nhỏ được tìm thấy ở một số khu vực Trung Đông.

## Phân bố và môi trường sống
Cáo Blanford sinh sống ở bán khô hạn khu vực, thảo nguyên và núi của Afghanistan, Ai Cập (Sinai), Turkestan, về phía đông bắc Iran, Tây Nam Pakistan, Bờ Tây và Israel. Nó cũng có thể sống khắp xứ Ả Rập (Oman, Yemen và Jordan), là một trong những đã bị mắc bẫy ở Dhofar, Ô-man vào năm 1984. Khảo sát bẫy camera gần đây đã xác nhận sự hiện diện của các loài trong một số nơi ở vùng núi Nam Sinai, Ai Cập và dãy núi của Ras Al Khaima, UAE, và trong Ả Rập Saudi.
Cáo Blanford có khả năng leo lên những tảng đá và nhảy được mô tả là "đáng kinh ngạc", nhảy lên gờ đã 3 mét ở trên chúng dễ dàng và là một trong các cách di chuyển thường xuyên của chúng, chúng cũng leo thẳng đứng, những vách đá đổ nát thông qua một loạt đợt nhảy lên. Loài cáo này sử dụng móng vuốt, sắc và cong và gan bàn chân trần để tạo lực kéo trên những gờ hẹp và dài, cái đuôi xù làm đối trọng.

## Hình ảnh

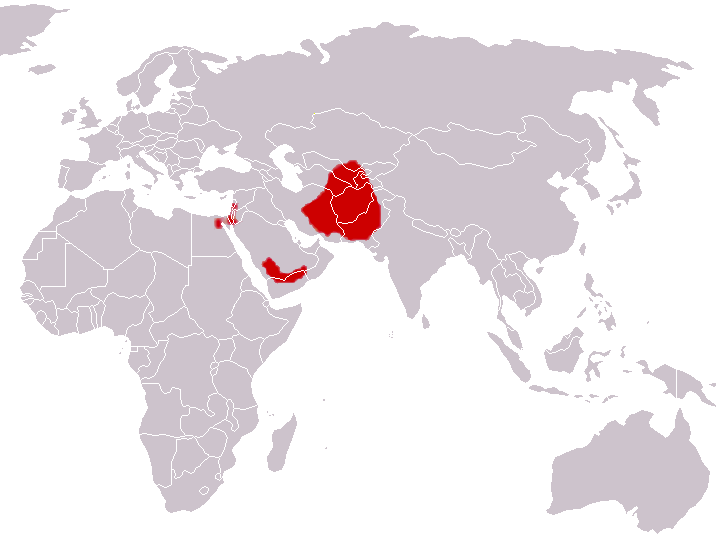
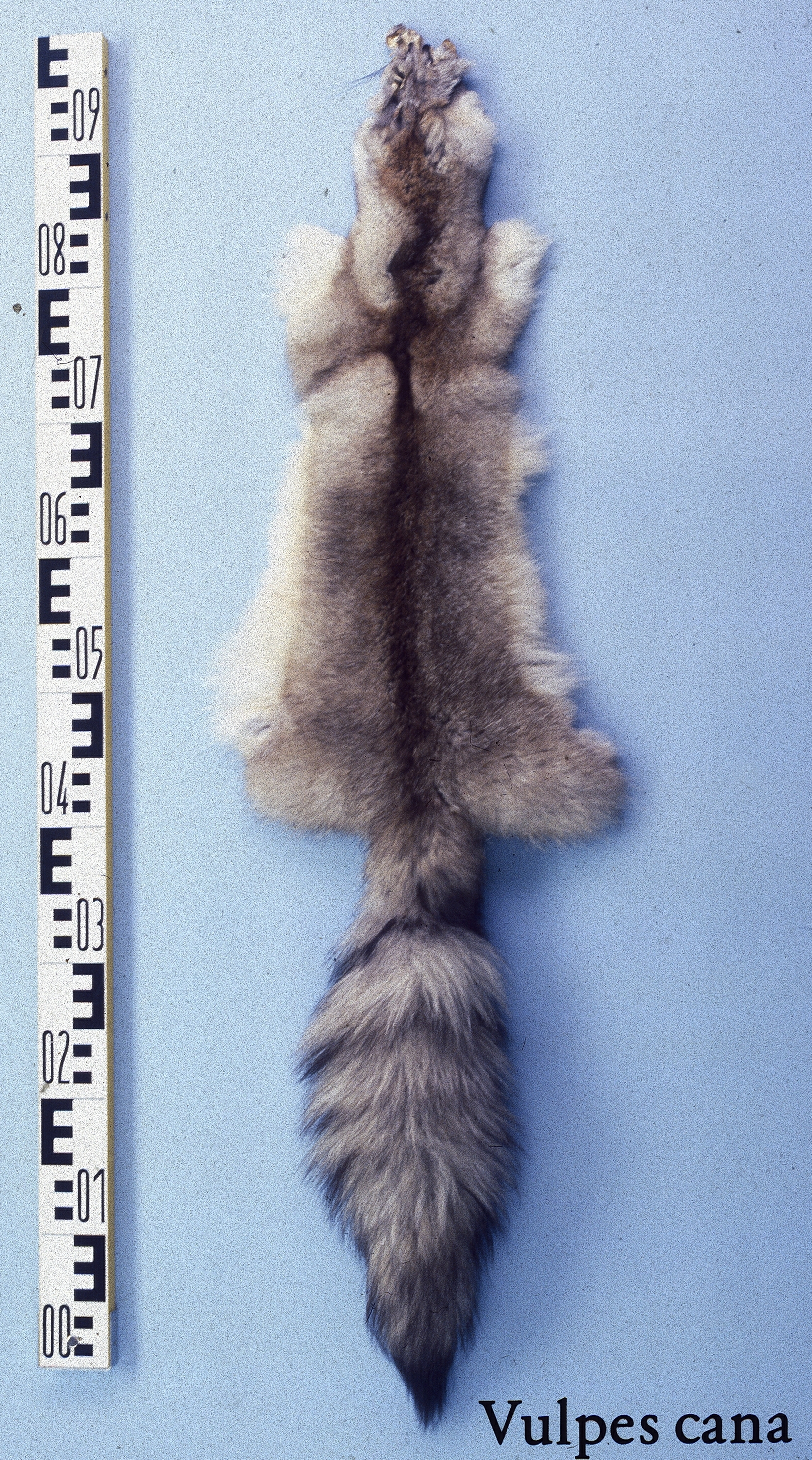
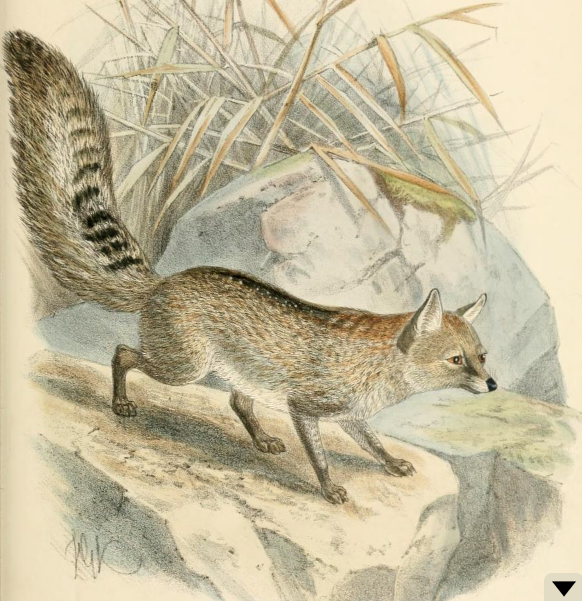
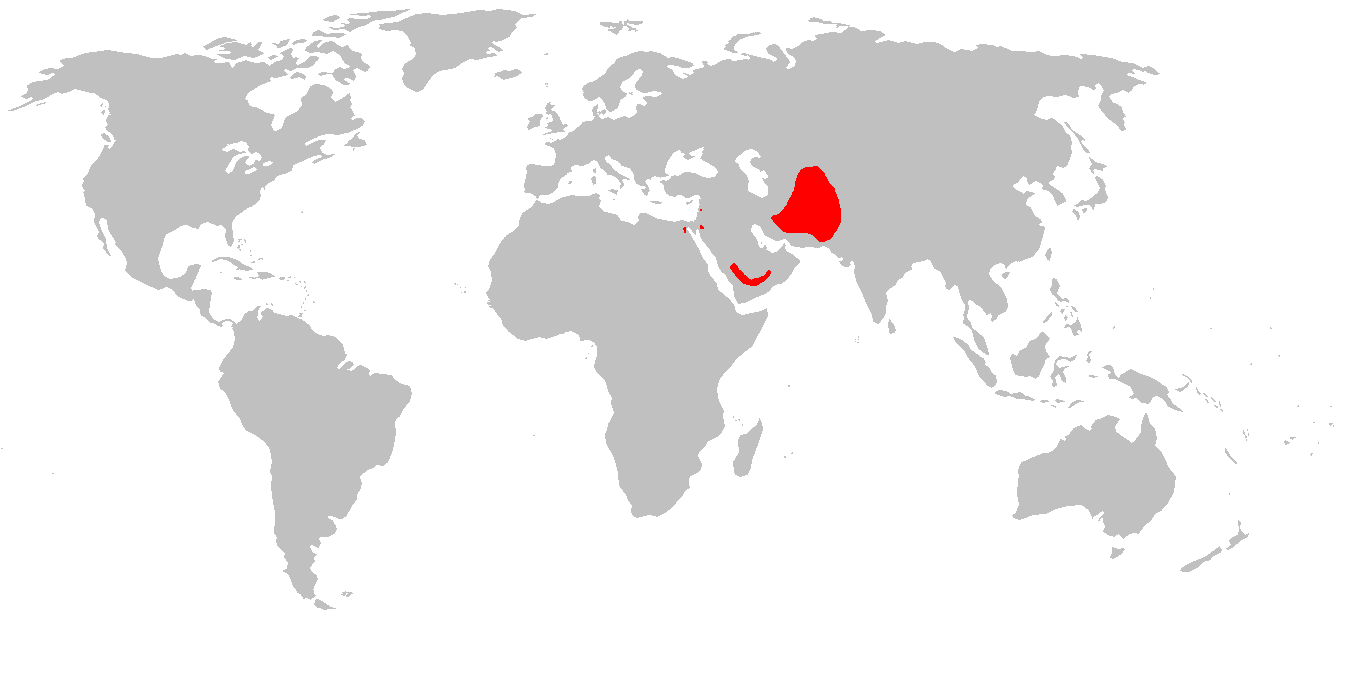